# Karjuvalli, Alur
Karjuvalli là một làng thuộc tehsil Alur, huyện Hassan, bang Karnataka, Ấn Độ.